# Álvaro Alonso
Álvaro Alonso Tellechea (Montevideo, 11 de marzo de 1955), contador y político uruguayo, perteneciente al Partido Nacional.

## Biografía
Estudia Ciencias Económicas en la Universidad de la República, graduándose como Contador Público y licenciado en Administración.
Electo senador suplente por el Herrerismo en 1989, asume la banca en 1992 cuando el titular Ignacio de Posadas es nombrado Ministro de Economía. Anteriormente se desempeñó en el Directorio de PLUNA. Posteriormente participaría también del Directorio del Banco de Seguros del Estado.
En las elecciones de 1994 acompaña la candidatura de Juan Andrés Ramírez. Cuando éste se separa del Herrerismo en 1995, juntos fundan el sector Desafío Nacional. Al fallecer Álvaro Carbone, asume la banca de diputado del mismo.
Para las elecciones de 1999 impulsa la precandidatura de Ramírez a la Presidencia. En octubre resulta elegido diputado. Cuando Jorge Batlle asume la presidencia, en el marco de un gobierno de coalición Alonso asume como ministro de Trabajo y Seguridad Social, cargo que desempeña entre 2000 y 2002. Cuando el Partido Nacional se retira del gabinete, Alonso retorna a su banca de diputado. En las elecciones de 2004 es reelecto.
Separado de Ramírez, en 2009 adhiere a la precandidatura de Luis Alberto Lacalle, obteniendo una escasa votación en las elecciones internas de junio.

## Vida privada
Casado con Eleonora Muñoz Negro, tiene tres hijas: Guillermina, Malena y Julieta.